# Урусемал, Джозеф
Джозеф Джон Урусемал (англ. Joseph John Urusemal; род. 19 марта 1952) — политический деятель Федеративных Штатов Микронезии, шестой президент Федеративных Штатов Микронезии (2003—2007).

## Биография
Родился 19 марта 1952 года на Волеаи, штата Яп. Он учился в средней школе на острове Чуук (тогда он назывался Трук) в средней школе Ксавьера, иезуитском учреждении. Окончил Ксавьера в 1976 году.
Урусемал работал в нескольких комитетах конгресса, в том числе — здравоохранения, образования и социальных дел и судебных органов и правительственных комитетов операций.
Урусемал был избран на четырёхлетний срок в пятом Конгрессе Федеративных Штатов Микронезии в 1987 году.
11 мая 2003 года Джозеф Урусемал был назначен шестым президентом Федеративных Штатов Микронезии.

## Личная жизнь
Урусемал женат на Олании Латилеилам с острова Сатавал, пара имеет четверых детей.